# トルクメン人 (イラク)

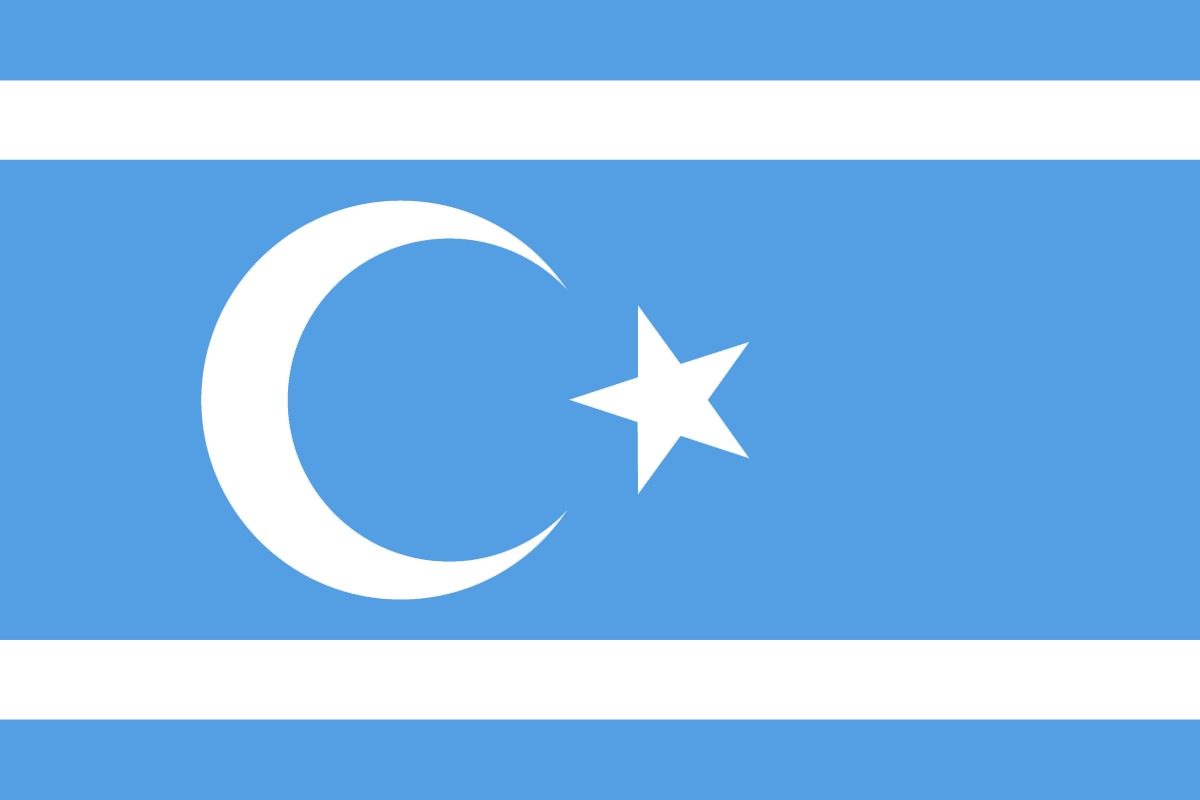
イラクのトルクメン人が使用する公式旗

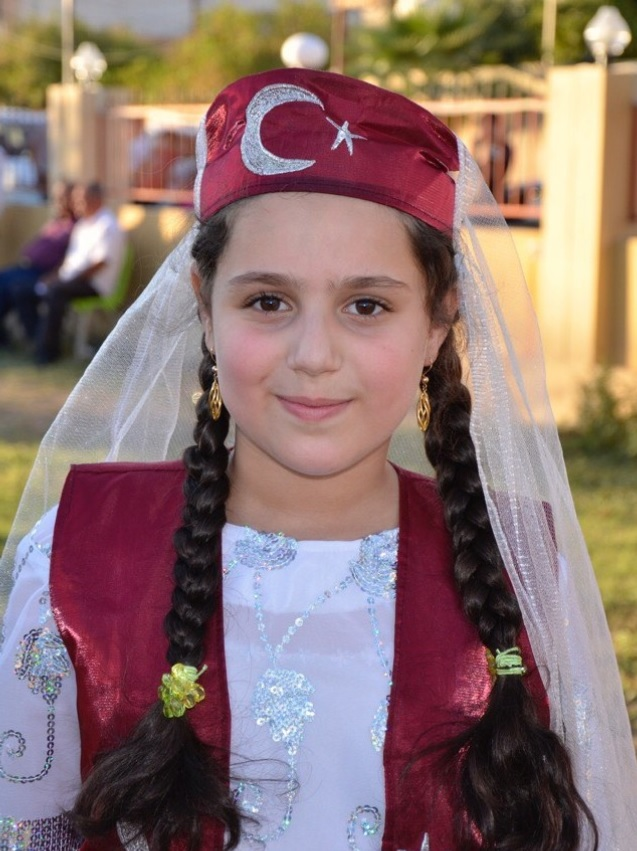
イラクのトルクメン人の少女

トルクメン人（トルクメンじん、トルコ語: Irak Türkmenleri、アラビア語: تركمان العراق）は、主にイラク北部に居住するテュルク系民族の一つ。トルコマン人とも称される。人種はモンゴロイドをベースにコーカソイドの遺伝子も濃厚に混じっている。
中央アジアのトルクメン人とは同系統だが別民族であり、むしろトルコ共和国のトルコ人との関係が深い。

## 概要
テュルク諸語に属する言語を用いる。ほとんどがイスラム教徒であり、1947年の国勢調査ではスンナ派の信者が約5万人、シーア派の信者が約4万2000人となっている。イラク国内におけるトルクメン人による政党としては、イラク議会に議席を有するイラク・トルクメン戦線などが存在する。
2014年8月30日、過激派組織ISILにより包囲されていたアミルリ（アルミル）のシーア派トルクメン人に対して、イラク政府からの要請によりアメリカ・イギリス・フランス・オーストラリアの4カ国は共同で人道支援物資の供給を実施した。またアミルリ周辺では米軍によりISILに対する空爆が行われた。翌31日にはISILが撤退し、2カ月以上にわたった包囲網は解かれた。